# Funzione d'onda

Confronto delle concezioni dell'oscillatore armonico classico e quantistico per una singola particella senza spin.
I due processi differiscono notevolmente.
Il processo classico (A – B) è rappresentato come il moto di una particella lungo una traiettoria. Il processo quantistico (C – H) non ha tale traiettoria. Piuttosto, è rappresentato come un'onda; qui, l'asse verticale mostra la parte reale (blu) e la parte immaginaria (rossa) della funzione d'onda.
I pannelli (C – F) mostrano quattro diverse soluzioni di onde stazionarie dell'equazione di Schrödinger.
I pannelli (G – H) mostrano inoltre due diverse funzioni d'onda che sono soluzioni dell'equazione di Schrödinger ma non onde stazionarie.

In meccanica quantistica la funzione d'onda rappresenta lo stato di un sistema fisico. È una funzione complessa che ha come variabili reali le coordinate spaziali {\displaystyle x,y,z} e il tempo {\displaystyle t}, e il cui significato è quello di un'ampiezza di probabilità; ovvero, il suo modulo quadro rappresenta la densità di probabilità dello stato sulle posizioni in un certo intervallo di tempo.
Più precisamente, essa è la proiezione di uno stato quantistico sulla base degli autostati di un'osservabile, la cui dinamica è descritta dall'equazione di Schrödinger. In rappresentazione delle coordinate lo stato è proiettato sugli autostati della posizione, mentre sotto l'aspetto vettoriale si può pensare alla funzione d'onda come a un vettore al limite di infinite e continue componenti. La densità di probabilità che la particella abbia posizione {\displaystyle x} sarà quindi il modulo quadro della componente {\displaystyle x}-esima {\displaystyle |\psi (x)|^{2}}.

## Spazio di Hilbert e funzione d'onda
La funzione d'onda è in generale una funzione a valori complessi, definita come elemento appartenente ad uno spazio vettoriale lineare complesso, in modo che valga il principio di sovrapposizione. Infatti, se {\displaystyle \psi _{1}} e {\displaystyle \psi _{2}} sono due funzioni d'onda che rappresentano stati possibili del sistema, allora
{\displaystyle \psi =c_{1}\psi _{1}+c_{2}\psi _{2}~~~~c_{1},c_{2}\in \mathbb {C} }
deve rappresentare anche uno stato possibile del sistema. Quindi devono valere le due regole:
{\displaystyle \psi _{1}+\psi _{2}=\psi _{2}+\psi _{1}\ }
{\displaystyle c(\psi _{1}+\psi _{2})=c\psi _{1}+c\psi _{2}\ }
cioè la linearità rispetto all'addizione e alla moltiplicazione per una costante. In meccanica quantistica, si postula che lo stato
{\displaystyle \psi _{0}=c\psi \ }
rappresenti lo stesso stato di {\displaystyle \psi } se {\displaystyle |c|=1}, cioè le funzioni d'onda sono definite a meno di un fattore di fase che risulta ininfluente e viene spesso sottinteso. È invece importante solo il suo modulo quadro, e questo implica che le funzioni d'onda debbano essere funzioni a quadrato sommabile, cioè deve valere sempre:
{\displaystyle \int |\psi (q,t)|^{2}dq<\infty }
questo ci porta ad imporre che le funzioni d'onda siano definite in uno spazio di Hilbert complesso.
Ogni vettore di questo spazio rappresenta uno stato del sistema. Una sua possibile base è quella degli stati con posizione ben definita, nella notazione di Dirac {\displaystyle |x\rangle }.
Un generico vettore V quindi può essere rappresentato dalle sue componenti rispetto a questa base, ovvero dai prodotti scalari
{\displaystyle \langle x|V\rangle =\psi _{V}(x)}

## Interpretazione della funzione d'onda
Max Born mise in correlazione il concetto di funzione d'onda con la probabilità di rinvenire una particella in un punto qualsiasi dello spazio basandosi sull'analogia con la teoria ondulatoria della luce, per la quale il quadrato dell'ampiezza dell'onda elettromagnetica in una regione è l'intensità.
Secondo Born, risulta possibile determinare la probabilità con la quale un elettrone possa essere rinvenuto all'interno di un volume elementare {\displaystyle \mathrm {d} \tau } in un determinato punto effettuando il prodotto {\displaystyle \psi ^{2}\,\mathrm {d} \tau }. Nel caso di funzione d'onda complessa, la probabilità è proporzionale al prodotto {\displaystyle (\psi ^{*})(\psi )}, dove {\displaystyle \psi ^{*}} è la funzione coniugata complessa.  Affinché la funzione d'onda rappresenti una probabilità è necessario che sia normalizzata, cioè deve essere verificata la condizione che afferma che l'elettrone è presente da qualche parte nell'universo. In termini matematici deve verificarsi:
{\displaystyle \|\psi \|=\int _{-\infty }^{+\infty }|\psi (q,t)|^{2}\,\mathrm {d} q=1}
che esprime anche che la probabilità di trovare un elettrone corrisponde al 100% solamente all'interno del volume che rappresenta il dominio su cui l'elettrone può muoversi, che in principio può anche non essere necessariamente infinito.
A ogni stato "puro" (con matrice di densità {\displaystyle \rho (q,t)=|\psi ^{*}\rangle \langle \psi |} in notazione di Dirac) si associa la funzione {\displaystyle \psi (q,t)}, ossia la propria funzione d'onda, dove con {\displaystyle q} si indicano in generale tutte le variabili spaziali. Essa rappresenta un'ampiezza di probabilità, nel senso che la probabilità che la particella si trovi nell'intervallo {\displaystyle (q,q+\mathrm {d} q)} è:
{\displaystyle \mathrm {d} P=|\psi (q,t)|^{2}\,\mathrm {d} q\ }
e questo spiega perché le funzioni d'onda devono essere a quadrato sommabile.

## Funzione d'onda e pacchetto d'onda
Dalla ipotesi di de Broglie abbiamo visto che ad una particella si può associare un pacchetto d'onda. Il più generale pacchetto d'onda del tipo:
{\displaystyle \psi (x,t)=C\int _{-\infty }^{\infty }dp\,\phi (p,t)e^{i(px-Et)/\hbar }}
rappresenta una funzione d'onda, cioè una soluzione dell'equazione di Schrödinger con la sua propria evoluzione nel tempo, immediatamente generalizzabile al caso tridimensionale. Siccome {\displaystyle p=\hbar k} e {\displaystyle E=\hbar \omega }, si può scrivere anche:
{\displaystyle \psi (x,t)=C\int _{-\infty }^{\infty }dk\,A(k,t)e^{i(kx-\omega t)}}
dove {\displaystyle C} è una costante che serve per la normalizzazione.
Cerchiamo ora il significato della funzione {\displaystyle \phi (p,t)} o {\displaystyle A(k,t)} considerata entro la definizione della funzione d'onda. Prendiamo per esempio la funzione d'onda per semplicità unidimensionale, e al tempo {\displaystyle t=0} opportunamente normalizzata:
{\displaystyle \psi (x,t=0)={\frac {1}{\sqrt {2\pi \hbar }}}\int dp\,\phi (p)e^{ipx/\hbar }={\sqrt {\frac {\hbar }{2\pi }}}\int dk\,\phi (\hbar k)e^{ikx}}
eseguendo una trasformata di Fourier otteniamo:
{\displaystyle A(\hbar ,k)={\frac {1}{\sqrt {2\pi \hbar }}}\int dx\,\psi (x)e^{-ikx}}
oppure:
{\displaystyle \phi (p)={\frac {1}{\sqrt {2\pi \hbar }}}\int dx\,\psi (x)e^{-ipx/\hbar }}
Ebbene, se la funzione d'onda {\displaystyle \psi (x)} è normalizzata, anche:
{\displaystyle \int dp\,\phi (p)\phi ^{*}(p)=1}
come si può calcolare facilmente. Quindi anche {\displaystyle \phi (p)} o {\displaystyle \phi (\hbar k)} è una funzione d'onda nello spazio degli impulsi,    il suo modulo quadro    

{\displaystyle |\phi (p)|^{2}dp} rappresenta la probabilità che la particella abbia impulso compreso tra {\displaystyle p,p+dp}. Esiste cioè una certa simmetria tra lo spazio delle posizioni e la funzione d'onda {\displaystyle \psi (x,t)} e lo spazio degli impulsi con funzione d'onda {\displaystyle \phi (p,t)}.

## Operatori e autofunzioni
Ogni grandezza fisica in meccanica quantistica che può essere misurata o osservata si chiama osservabile ed è rappresentata da un operatore. Un operatore agisce sulla funzione d'onda con il risultato di ottenere in generale un'altra funzione d'onda, cioè l'applicazione di un operatore muta lo stato:
{\displaystyle {\hat {A}}\Psi =\Phi }
dove {\displaystyle {\hat {A}}} è l'operatore. I valori che una grandezza fisica può assumere in generale possono essere discreti o continui oppure sia discreti che continui. Si postula che i valori che un operatore può assumere siano tutti e soli i suoi autovalori. Questo implica che una funzione d'onda deve contenere anche l'informazione degli autovalori di una osservabile. Cioè deve essere esprimibile come sovrapposizione di (in generale) infiniti stati dedotti da un operatore e che contengono informazioni sui valori che l'operatore stesso può assumere. Cioè dato un operatore {\displaystyle {\hat {A}}} dobbiamo essere in grado di trovare i suoi autovalori e di conseguenza anche gli stati che ogni autovalore rappresenta. Per fare ciò si deve risolvere l'equazione agli autovalori:
{\displaystyle {\hat {A}}\psi _{a}=a\psi _{a}}
dove {\displaystyle a} è l'autovalore e {\displaystyle \psi _{a}} sono gli autovettori che rappresentano gli autostati o autofunzioni del sistema. Nel caso di autovalori discreti {\displaystyle \{a_{1},a_{2},\dots ,\}} possiamo classificare le autofunzioni corrispondenti come {\displaystyle \{\psi _{a_{1}},\psi _{a_{2}},\dots \}}. In generale in meccanica quantistica le funzioni sono definite in uno spazio vettoriale complesso a infinite dimensioni, che è quindi un esempio di spazio di Hilbert, per cui tutte le grandezze sono soggette ad assumere un numero di autovalori e quindi di autofunzioni infinito. In ogni caso lo spazio di Hilbert è completo e separabile che implica in meccanica quantistica che esiste sempre un insieme completo di autofunzioni. In tal caso ogni funzione d'onda che rappresenta il sistema può essere sviluppata in termini di autofunzioni di un qualche operatore nel caso discreto:
{\displaystyle \Psi =\sum _{n}c_{n}\psi _{n}\ }
dove {\displaystyle c_{n}} sono dei coefficienti complessi. L'interpretazione della funzione d'onda implica che i moduli quadrati dei coefficienti {\displaystyle c_{n}} rappresentino una probabilità che la funzione di stato {\displaystyle \Psi } si trovi nell'autostato {\displaystyle \psi _{a}} e queste probabilità devono essere normalizzate a {\displaystyle 1}:
{\displaystyle \sum _{n}|c_{n}|^{2}=\sum _{n}c_{n}^{*}c_{n}=1}
I coefficienti sono automaticamente determinati infatti dalla:
{\displaystyle \sum _{n}c_{n}^{*}c_{n}=\sum _{n}\psi _{n}^{*}\Psi }
moltiplicando per la sua complessa coniugata:
{\displaystyle \Psi ^{*}=\sum _{n}c_{n}^{*}\psi _{n}^{*}}
si ottiene:
{\displaystyle \sum _{n}c_{n}c_{n}^{*}=\sum _{n}\Psi ^{*}\Psi =\sum _{n}c_{n}^{*}\sum _{n}\psi _{n}^{*}\Psi }
dalla quale:
{\displaystyle c_{n}=\sum _{n}\Psi \psi _{n}^{*}=\sum _{m}c_{m}\psi _{m}\psi _{n}^{*}=c_{m}}
infatti
{\displaystyle \sum _{m}\psi _{m}\psi _{n}^{*}=\delta _{mn}}
devono essere normalizzate.

### Valore medio di un operatore
Data una grandezza fisica rappresentata da un operatore {\displaystyle {\hat {A}}}, siamo in grado di risolvere l'equazione agli autovalori e determinare le autofunzioni corrispondenti. Inoltre grazie a questi possiamo sviluppare la funzione d'onda in termini di autofunzioni di questo operatore e normalizzarla in modo che rappresenti una probabilità. In pratica se misuriamo A dobbiamo poter alla fine ottenere uno dei suoi autovalori in base alla probabilità che esso ha di presentarsi. Allora la funzione d'onda che rappresenta lo stato fisico a seguito di una misura dell'osservabile sotto la quale è stata sviluppata, deve porsi istantaneamente nell'autostato di quella osservabile, questo fenomeno è noto come collasso della funzione d'onda ed è uno dei sorprendenti risultati della meccanica quantistica, tanto sorprendente quanto di difficile interpretazione. In ogni caso questo è uno dei postulati fondamentali della meccanica quantistica: a seguito di una misura la funzione d'onda collassa in un autostato di una qualche osservabile con una certa probabilità. L'unica eccezione avviene qualora la funzione d'onda si trovi già in un autostato di una qualche osservabile per cui una nuova misura produce lo stesso risultato con probabilità {\displaystyle 1}.
Possiamo calcolare anche il valore medio di un operatore inteso come il valore medio dell'operatore corrispondente. Infatti se {\displaystyle {\hat {A}}} è un operatore e {\displaystyle \{a_{1},a_{2},\dots \}} sono i suoi autovalori discreti allora:
{\displaystyle {\bar {A}}=\sum _{n}a_{n}|c_{n}|^{2}}
che come si vede non è altro che la somma di tutti i suoi autovalori pesati ognuno con la rispettiva probabilità di presentarsi. Gli operatori in meccanica quantistica sono lineari per soddisfare il principio di sovrapposizione degli stati e inoltre noi richiediamo per ovvi motivi che anche tutti gli autovalori di un operatore siano reali questo impone che anche il valore medio di un operatore sia reale: questo impone che solo gli operatori hermitiani siano suscettibili di rappresentare quantità osservabili in meccanica quantistica.

### Caso continuo
Tutte le considerazioni fatte fin qui nel caso di spettro discreto di autovalori di un operatore {\displaystyle {\hat {f}}} valgono anche nel caso continuo. In tal caso ogni operatore che abbia spettro continuo può dare uno sviluppo della funzione d'onda:
{\displaystyle \Psi (q)=\int a(f)\psi _{f}(q)\,df}
dove {\displaystyle a(f)} sono coefficienti che hanno lo stesso significato di {\displaystyle c_{n}} nel caso discreto e {\displaystyle \psi _{f}(q)} sono le autofunzioni dell'operatore {\displaystyle {\hat {f}}}. Stavolta l'interpretazione dei coefficienti dello sviluppo è quello che
{\displaystyle |a(f)|^{2}df\ }
rappresenti la di probabilità che l'operatore abbia valore compreso tra {\displaystyle f} ed {\displaystyle f+df}. I coefficienti sono automaticamente determinati:
{\displaystyle a(f)=\int \Psi (q)\psi _{f}^{*}(q)\,dq}
una volta che le autofunzioni siano opportunamente normalizzate:
{\displaystyle \int \psi _{f'}\psi _{f}^{*}dq=\delta (f'-f)}
dove interviene la funzione delta di Dirac, allora:
{\displaystyle a(f)=\int a_{f'}\delta (f'-f)\,df'=a(f)}
infatti {\displaystyle \int \delta (f'-f)df'=1}. Il valore medio dell'operatore si calcola:
{\displaystyle {\bar {f}}=\int \Psi ^{*}(q){\hat {f}}\Psi (q)}.

### Operatori posizione e impulso
Alcuni esempi di operatori in meccanica quantistica che hanno uno spettro di autovalori continuo sono gli operatori di posizione e impulso. Esiste una simmetria tra lo spazio delle posizioni e lo spazio degli impulsi, dove possiamo definire le nostre funzioni d'onda: essa si può vedere attraverso il calcolo dei valori medi.
- Nello spazio delle posizioni:

{\displaystyle \langle {\hat {x}}\rangle =\int dx\,\psi ^{*}(x,t){\hat {x}}\psi (x,t)=\int dx\,{\hat {x}}|\psi (x,t)|^{2}}
poiché l'operatore posizione nello spazio delle posizioni è un operatore banale {\displaystyle {\hat {x}}}. Il calcolo del valore medio di {\displaystyle {\hat {p}}} nello spazio delle posizioni è invece:
{\displaystyle \langle {\hat {p}}_{x}\rangle =\int dx\,\psi ^{*}(x,t)\left(-i\hbar {\frac {\partial }{\partial x}}\right)\psi (x,t)}
- Ora mettiamoci nello spazio degli impulsi e calcoliamo il valore medio di {\displaystyle {\hat {p}}}:

{\displaystyle \langle {\hat {p}}_{x}\rangle =\int dp\,\phi (p,t){\hat {p}}\phi (p,t)=\int dp\,{\hat {p}}|\phi (p,t)|^{2}}
cioè è un operatore banale, mentre il valore medio di {\displaystyle {\hat {x}}}:
{\displaystyle \langle {\hat {x}}\rangle =\int dp\phi ^{*}(p,t)\left(i\hbar {\frac {\partial }{\partial p}}\right)\phi (p,t)}

## Funzione d'onda per una particella libera
Ad esempio consideriamo una particella che si muove liberamente nello spazio, con certe distribuzioni di probabilità per posizione e velocità e supponiamo di misurare la sua posizione, ottenendo un certo valore x. Allora, si può prevedere che una successiva misura di posizione (abbastanza vicina nel tempo) porterà certamente allo stesso risultato appena ottenuto: la funzione d'onda è collassata in un punto, fornendo a quel punto la probabilità certa.
Il principio di indeterminazione di Heisenberg porta inoltre al concetto di osservabili incompatibili: si tratta di coppie di osservabili in cui la conoscenza completa di una delle due porta alla completa mancanza di conoscenza sull'altra.
Nel caso precedente, una misura di posizione porta alla completa ignoranza sulla velocità. Allo stesso modo sono incompatibili l'energia e l'intervallo di tempo nel quale tale energia è scambiata. Detto in altre parole, il collasso della funzione d'onda associata ad un'osservabile, porta ad una funzione di distribuzione uniforme, su tutto il dominio di definizione, per l'osservabile ad essa coniugata.